# Diexis gussakovskyi
Diexis gussakovskyi is een rechtvleugelig insect uit de familie veldsprinkhanen (Acrididae). De wetenschappelijke naam van deze soort is voor het eerst geldig gepubliceerd in 1949 door Miram.